# José Enrique Colom Martínez
José Enrique Colom Martínez (Ponce, 5 de febrero de 1889 - Hato Rey,  16 de noviembre de 1973) fue un ingeniero y militar puertorriqueño. Gobernador suplente de Puerto Rico entre el 25 de junio de 1939 y el 11 de septiembre de 1939, reemplazó a Blanton C. Winship, que fue destituido del cargo por el Presidente de los Estados Unidos Franklin Delano Roosevelt por un abuso de su autoridad por la privación de los derechos civiles de las personas de Puerto Rico (masacre de Ponce).

## Carrera militar
Colom nació en el Municipio de Ponce el 5 de febrero de 1889. En 1912, dejó la Universidad de Pensilvania después de completar sus estudios de ingeniería civil. A su regreso a Puerto Rico, empezó a trabajar en este campo. Como ingeniero, Colom participó en proyectos del Departamento de Obras Públicas de diferentes gobernadores coloniales, recibiendo fondos de estos o de la legislatura insular.
Colom sirvió en la Guardia Nacional de Puerto Rico, logrando la posición de capitán de infantería en 1917. En 1923, fue ascendido a comandante y el 1 de julio de 1928, fue ascendido a teniente coronel. El 15 de octubre de 1940, Colom fue llamado por el Ejército de los Estados Unidos y le fue asignado el mando del 296 Regimiento de Infantería, abandonando su trabajo civil. Colom fue reasignado para dirigir el Campamento Tortuguero, donde supervisó la primera formación especial asignada al PRNG. Murió en Hato Rey.